# Yanka Diaguileva
Iana Stanislavovna Diaguiléva ou Diaghiléva (en russe : Яна Станиславовна Дягилева), née le 4 septembre 1966 à Novossibirsk et morte en mai 1991, est une chanteuse et poétesse russe, surnommée Yanka. Son nom, tout comme celui d'Alexandre Bachlatchev est celui du magnitizdat des temps de la perestroïka, ce réseau d'édition informel — l'équivalent du samizdat en littérature, utilisant les enregistrements sur les bandes magnétiques et celui des kvartirniks (du russe квартира - appartement), ces petits concerts improvisés entre amis qui s'invitent les uns chez les autres —. Surnommée parfois Patti Smith du punk russe elle se démarque par son côté solitaire, elle refuse de donner les interviews.

## Biographie
Iana Diaguileva nait à Novossibirskn dans une famille d'ingénieurs.
Sa carrière commence en collaboration avec son compagnon, auteur-compositeur-interprète et fondateur de Grajdanskaïa Oborona, Egor Letov, qui enregistre ses trois premiers albums. Avec Letov, elle participe notamment au festival du rock de Simferopol en Crimée en 1987. Courant 1989, elle participe à une série de concerts entre amis (kvartirniks) qui lui forgent une solide réputation sur la scène musicale underground russe. Au cours de sa courte carrière, elle est devenue l'une des personnalités remarquables de la scène punk sibérienne. Ses chansons étaient moins virulentes que celles de Grajdanskaïa Oborona, mais d'une plus grande profondeur psychologique. Elles transmettent le désespoir d'un individu fragile entouré d'une réalité froide, cynique et émotionnellement corrompue, qui exige une conformité absolue. Elle a également écrit quelques poèmes, publiés après sa mort.
Le 9 mai 1991, elle part de sa maison de campagne près de Novossibirsk pour ne plus revenir. Le 17 mai son corps était retrouvé par un pêcheur dans la rivière Inia. Sa mort est officiellement reconnue comme suicide. Elle est enterrée à Novossibirsk.

## Discographie
- Pas autorisé (Не Положено, 1987)
- Éléments déclassifiés (Деклассированным Элементам, 1988)
- «Запись с группой ЗАКРЫТОЕ ПРЕДПРИЯТИЕ» (1988)
- Épuisé! (Продано!, 1989)
- Angedoniya (Ангедония, 1989)
- A la maison (Домой!, 1991)

Albums posthumes et recueils :
- «Стыд и Срам» (1991)
- «Я оставляю еще пол-королевства» (1992)
- «Столетний дождь» (1993)

En tout 28 chansons et 51 poèmes.

### Traductions en français
"Yanka Diaghileva" : 10 poèmes, dont 2 bilingues. Présentation et traduction de Henri Abril (voir lien externe).
"Nous vivrons" : 5 poèmes, traduction et notice de Jean-Baptiste Para, Conséquence 3, décembre 2019.